# すすき野

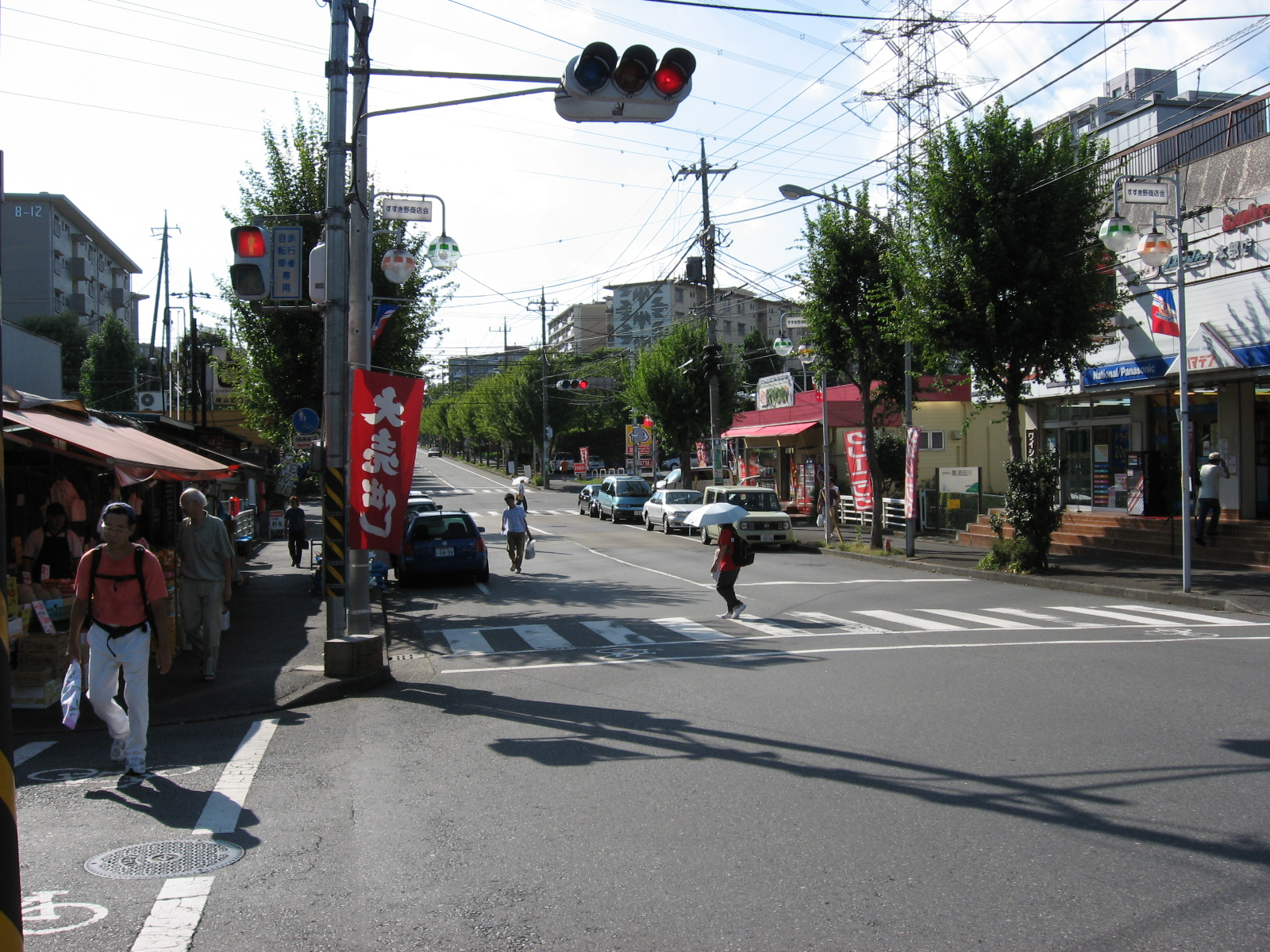
北部の商店街

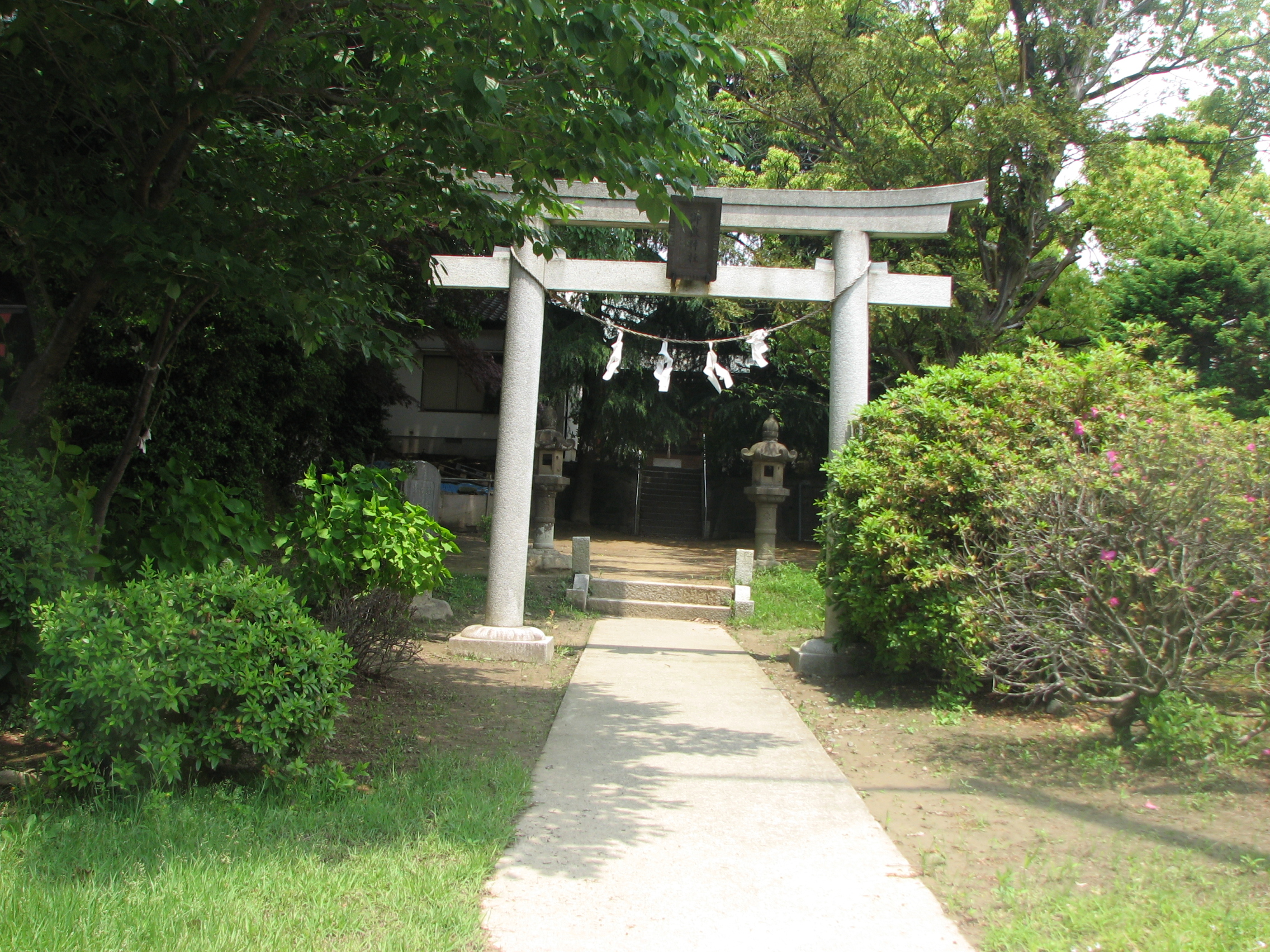
御嶽神社

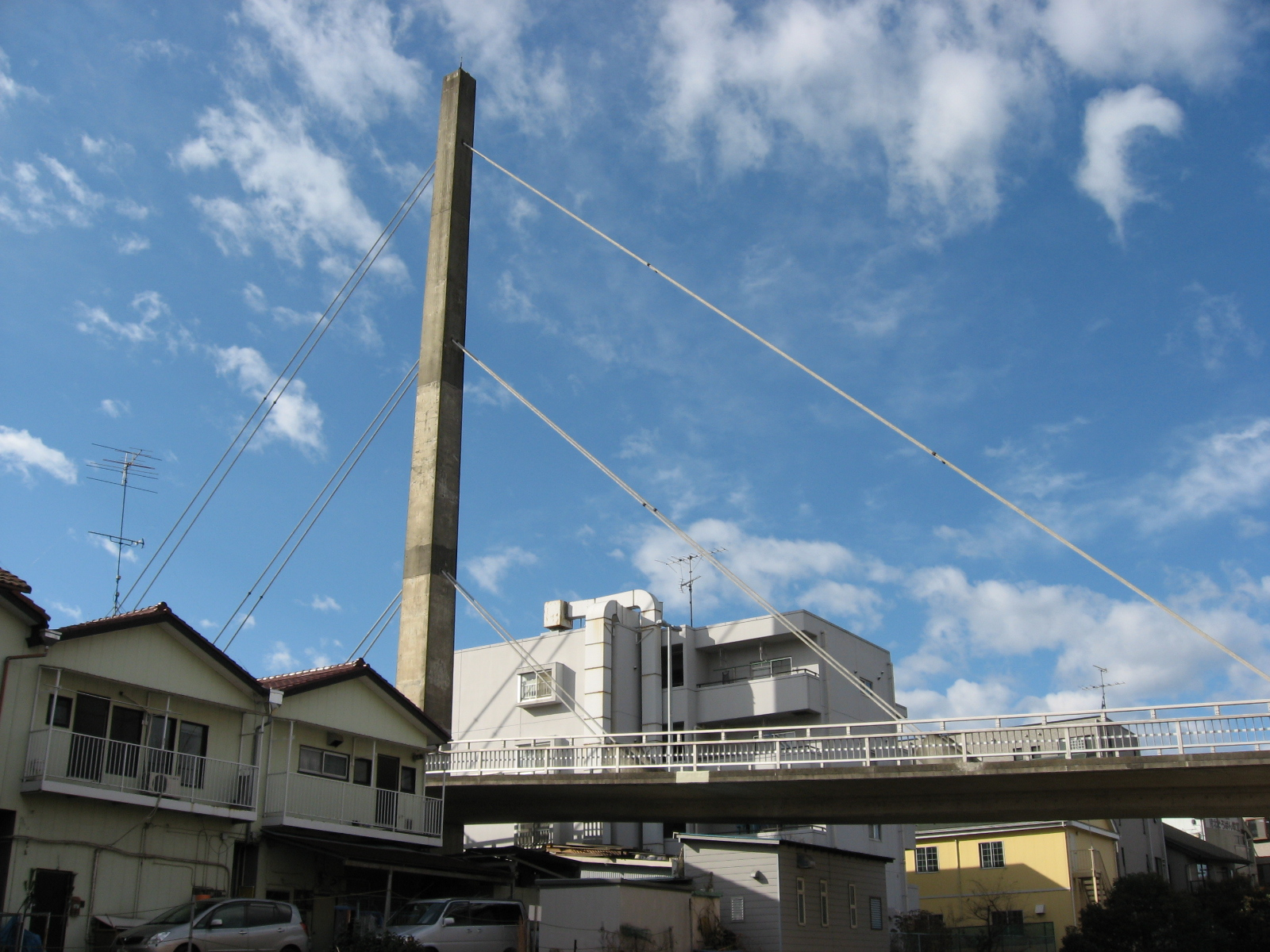
嶮山中央橋

すすき野（すすきの）は、神奈川県横浜市青葉区の町名。現行行政地名はすすき野一丁目からすすき野三丁目。住居表示未実施区域。

## 地理
横浜市青葉区東部に位置する。中心部には商店街「すすき野商店会」が形成されている。町の大部分は、日本住宅公団により建設されたすすき野団地で、町の東部は2003年より開発、販売が行われたジェネヒルあざみ野である。
町の北西側は川崎市麻生区虹ケ丘で、すすき野団地に隣接する形で虹ヶ丘団地がある。

### 地価
住宅地の地価は、2025年（令和7年）1月1日の公示地価によれば、すすき野3丁目4番252の地点で27万2000円/m²となっている。

## 歴史

### 沿革
- 1973年（昭和48年）10月26日 - 土地区画整理事業（嶮山第一）[6]に伴い、鉄町、黒須田町、元石川町の各一部から分離し、横浜市緑区すすき野一丁目〜すすき野三丁目新設された[7]。
- 1974年（昭和49年）
  - 9月1日 - すすき野二丁目の一部をもみの木台へ。二丁目及び三丁目の各一部（市境）を川崎市と再編[8][9]。
  - 9月15日 - 土地区画整理事業（嶮山第二）[6]に伴い、大場町、黒須田町、元石川町の各一部をすすき野一丁目に編入[9]。
- 1984年（昭和59年）4月29日 - 土地区画整理事業（荏子田）[6]に伴い、元石川町の一部をすすき野一丁目及びに編入[10]。
- 1989年（平成元年）11月5日 - 土地区画整理事業（保木）[6]に伴い、すすき野三丁目の一部を美しが丘西三丁目へ編入[11]。
- 1994年（平成6年）11月6日 - 港北区と緑区を再編し、青葉区と都筑区を新設。横浜市青葉区すすき野一丁目〜すすき野三丁目となる[12]。

### 町名の由来
宅地開発の際、付近に植物のススキが多く見られたため。武蔵野とススキは縁が深いもので、秋の七草の一つであると共に、よく繁茂する植物であることから、町の繁栄に願いを込めて名付けられた。典型的な瑞祥地名。

### 町名の変遷
| 実施後         | 実施年月日               | 実施前（各町名ともその一部）       |
| -------------- | ------------------------ | ---------------------------------- |
| すすき野一丁目 | 1973年(昭和48年)10月26日 | 黒須田町、鉄町、元石川町の各一部   |
| すすき野二丁目 | 1973年(昭和48年)10月26日 | 黒須田町、鉄町の各一部             |
| すすき野三丁目 | 1973年(昭和48年)10月26日 | 元石川町、鉄町の各一部             |
| すすき野一丁目 | 1974年(昭和49年)9月15日  | 大場町、黒須田町、元石川町の各一部 |
| すすき野一丁目 | 1984年(昭和59年)4月29日  | 元石川町の一部                     |
| すすき野三丁目 | 1984年(昭和59年)4月29日  | 元石川町の一部                     |

## 世帯数と人口
2025年（令和7年）6月30日現在（横浜市発表）の世帯数と人口は以下の通りである。
| 丁目           | 世帯数    | 人口    |
| -------------- | --------- | ------- |
| すすき野一丁目 | 985世帯   | 2,272人 |
| すすき野二丁目 | 1,346世帯 | 2,626人 |
| すすき野三丁目 | 1,710世帯 | 3,185人 |
| 計             | 4,041世帯 | 8,083人 |

### 人口の変遷
国勢調査による人口の推移。
| 年                 | 人口  |
| ------------------ | ----- |
| 1995年（平成7年）  | 9,490 |
| 2000年（平成12年） | 8,931 |
| 2005年（平成17年） | 8,926 |
| 2010年（平成22年） | 8,895 |
| 2015年（平成27年） | 8,615 |
| 2020年（令和2年）  | 8,380 |

### 世帯数の変遷
国勢調査による世帯数の推移。
| 年                 | 世帯数 |
| ------------------ | ------ |
| 1995年（平成7年）  | 3,087  |
| 2000年（平成12年） | 3,129  |
| 2005年（平成17年） | 3,363  |
| 2010年（平成22年） | 3,571  |
| 2015年（平成27年） | 3,673  |
| 2020年（令和2年）  | 3,799  |

## 学区
市立小・中学校に通う場合、学区は以下の通りとなる（2024年11月時点）。
| 丁目           | 番地 | 小学校             | 中学校                 |
| -------------- | ---- | ------------------ | ---------------------- |
| すすき野一丁目 | 全域 | 横浜市立嶮山小学校 | 横浜市立すすき野中学校 |
| すすき野二丁目 | 全域 | 横浜市立嶮山小学校 | 横浜市立すすき野中学校 |
| すすき野三丁目 | 全域 | 横浜市立嶮山小学校 | 横浜市立すすき野中学校 |

## 事業所
2021年（令和3年）現在の経済センサス調査による事業所数と従業員数は以下の通りである。
| 丁目           | 事業所数  | 従業員数 |
| -------------- | --------- | -------- |
| すすき野一丁目 | 27事業所  | 212人    |
| すすき野二丁目 | 63事業所  | 566人    |
| すすき野三丁目 | 57事業所  | 433人    |
| 計             | 147事業所 | 1,211人  |

### 事業者数の変遷
経済センサスによる事業所数の推移。
| 年                 | 事業者数 |
| ------------------ | -------- |
| 2016年（平成28年） | 131      |
| 2021年（令和3年）  | 147      |

### 従業員数の変遷
経済センサスによる従業員数の推移。
| 年                 | 従業員数 |
| ------------------ | -------- |
| 2016年（平成28年） | 1,016    |
| 2021年（令和3年）  | 1,211    |

## 施設
- すすき野団地
- ジェネヒルあざみ野
- 横浜市立すすき野保育園
- 青葉警察署 すすき野交番
- 横浜市立嶮山小学校
- 横浜市立すすき野中学校
  - 横浜市立すすき野小学校 - 2020年3月に閉校し、現在はすすき野中学校の施設の一部になっている。
- 嶮山公園
- すすき野公園
- すすき野第二公園
- すすき野一丁目かえで公園
- すすき野二丁目公園
- すすき野二丁目北公園
- すすき野二丁目南公園
- 黒須田御嶽神社
- すすき野商店会
- すすき野とうきゅう - 1991年11月3日開業。世界に100基程度しか現存しない螺旋状のスパイラルエスカレーターがあることで知られている。

- すすき野湯けむりの里 - 2002年7月17日開業

## 交通

### 鉄道
域内に鉄道駅は設置されていない。
最寄駅は、あざみ野駅、たまプラーザ駅、新百合ヶ丘駅、柿生駅になるが、いずれも2km以上離れている。

#### 市営地下鉄3号線延伸計画
2000年頃から、横浜市営地下鉄ブルーラインをすすき野まで伸ばし、最終的には川崎市の新百合ヶ丘駅まで伸ばす計画が進められている。2020年1月21日、途中駅として「嶮山付近」と「すすき野付近」に新駅が設けられる計画が公表されたため、開業すれば最寄駅となる。2030年開業目標として進められている。

### バス
域内から東急バスや小田急バスが頻繁に運行されている。あざみ野駅、たまプラーザ駅、新百合ヶ丘駅、柿生駅などの駅に行くことができる。
バスは市道の美しが丘西第233号線、美しが丘西第296号線、寺家第7号線を走行している。バス停は「すすき野一丁目」「もみの木台」「すすき野二丁目」「すすき野団地」「虹が丘団地」「ジェネヒルあざみ野」「荏子田三丁目」「あざみ野ガーデンズ北」が最寄となる。
- [あ24] あざみ野駅 - （略） - すすき野一丁目 - もみの木台 - すすき野二丁目 - （略） - 虹が丘営業所
- [あ27] あざみ野駅 - （略） - すすき野一丁目 - もみの木台 - すすき野二丁目 - （略） - 虹が丘団地 - すすき野団地
- [あ28] あざみ野駅 - （略） - すすき野一丁目 - もみの木台 - すすき野二丁目 - （略） - 虹が丘団地 - 虹が丘営業所
- [新21] あざみ野ガーデンズ - （略） - すすき野一丁目 - もみの木台 - すすき野二丁目 - （略） - 新百合ヶ丘駅
- [新23] あざみ野駅 - （略） - すすき野一丁目 - もみの木台 - すすき野二丁目 - （略） - 新百合ヶ丘駅

- [た26] たまプラーザ駅南口 - すすき野一丁目 - もみの木台 - すすき野二丁目 - （略） - 虹が丘団地 - すすき野団地
- [た41] たまプラーザ駅 - （略） - すすき野団地 - 虹が丘団地 - 虹が丘営業所
- [た61] たまプラーザ駅 - （略） - 荏子田三丁目 - あざみ野ガーデンズ北 - （略） - たまプラーザ駅
- [た63] たまプラーザ駅 - （略） - 荏子田三丁目 - あざみ野ガーデンズ北 - （略） - あざみ野駅
- [柿02] 柿生駅 - （略） - 虹が丘団地 - すすき野団地

## その他

### 日本郵便
- 郵便番号 : 225-0021[3]（集配局：青葉郵便局[25]）

### 警察
町内の警察の管轄区域は以下の通りである。
| 丁目           | 番・番地等 | 警察署     | 交番・駐在所 |
| -------------- | ---------- | ---------- | ------------ |
| すすき野一丁目 | 全域       | 青葉警察署 | すすき野交番 |
| すすき野二丁目 | 全域       | 青葉警察署 | すすき野交番 |
| すすき野三丁目 | 全域       | 青葉警察署 | すすき野交番 |